# Zagajewice (gromada)
Zagajewice – dawna gromada, czyli najmniejsza jednostka podziału terytorialnego Polskiej Rzeczypospolitej Ludowej w latach 1954–1972.
Gromady, z gromadzkimi radami narodowymi (GRN) jako organami władzy najniższego stopnia na wsi, funkcjonowały od reformy reorganizującej administrację wiejską przeprowadzonej jesienią 1954 do momentu ich zniesienia z dniem 1 stycznia 1973, tym samym wypierając organizację gminną w latach 1954–1972.
Gromadę Zagajewice z siedzibą GRN w Zagajewicach utworzono – jako jedną z 8759 gromad na obszarze Polski – w powiecie aleksandrowskim w woj. bydgoskim, na mocy uchwały nr 24/1 WRN w Bydgoszczy z dnia 5 października 1954. W skład jednostki weszły obszary dotychczasowych gromad Zagajewice, Wola Skarbkowa, Lekarzewice, Konary, Żakowice i Osłonki oraz miejscowość Krotoszyn wieś z dotychczasowej gromady Krotoszyn ze zniesionej gminy Osięciny w powiecie aleksandrowskim, a także miejscowość Zblęg wieś z dotychczasowej gromady Redecz Krukowy ze zniesionej gminy Falborz w powiecie włocławskim w tymże województwie. Dla gromady ustalono 19 członków gromadzkiej rady narodowej.
1 stycznia 1958 gromadę włączono do powiatu radziejowskiego w tymże województwie.
Gromadę zniesiono 31 grudnia 1959, a jej obszar włączono do gromady Osięciny w tymże powiecie.